# Nelsa Cardoso
Nelsa Cardoso () es una botánica, algóloga, taxónoma, fitogeógrafa, y profesora brasileña.
Licenciada en Ciencias Biológicas, con maestría en Diversidad y Manejo de Vida Silvestre (Unisinos, RS, Brasil), doctorado en paleoclimatología (Eberhard Karls Universität, BW, Alemania), doctora en Ciencias de la Tierra, paleobotánica (UFRGS), miembro de Neclime (Neógeno evolución del clima en Eurasia) y MF (Asociación Latinoamericana de Paleobotánica y Palinología), visitando como investigadora en paleobotánica del UFAC (Universidad Federal del Acre, Amazonas). Experta en arquitectura de jardinería. Experiencia en Arqueología; socia técnica de Atlas Servicios ambientales. Posee experiencia en taxonomía botánica: líquenes, musgos, helechos, fanerógamas. Miembro del Grupo de Redacción de Biología Forense, investigando en: Ciencias Forenses, Paleobotánica, Paleoclima en Sudamérica, y Gestión Ambiental. Profesora de la UFRGS y Ceclimar (2000-2003) Ciencias Biológicas, Geografía. Actualmente enseña en la PUCRS (Pontificia Universidad Católica de Río Grande del Sur) graduación en Ciencias Biológicas, Arquitectura, Farmacia y especialización en Biología Forense y el FC GPR, con botánica forense, y pruebas forenses. Lleva a cabo investigaciones en ciencias forenses, taxonomía de pteridófitas y briófitos, ecología de briófitas en la PUCRS y paleobotánica en UFAC.

## Carrera
En 2006, obtuvo el doctorado en paleoclimatología, con la supervisión del Dr. Volker Mosbrugger, por la Universidad de Tubinga, Alemania, defendiendo la tesis Associações Fitofossilíferas do Complexo Carbonatitíco Catalão I, Goiás, Brasil.. Y en 2002, la maestría en diversidad y manejo de vida silvestre, por la Universidad de Vale do Rio dos Sinos, UNISINOS, Brasil, defendiendo la tesis: Ecofisiologia de Regnellidium diphyllum, con la supervisión del Dr. Paulo Günter Windisch.

## Algunas publicaciones
- Leticia Donadel, nelsa Cardoso, a. Hoenisch, laura roberta Pinto Utz. 2014. Revisão sobre o diagnóstico de afogamento com o uso do plâncton: teste de diatomáceas e de PCR. Revista Brasileira de Criminalística 3 (2): 17 - 23 ISSN 2237-9223 resumen.

- nelsa Cardoso. 2012. Interpretações Paleoambientais e Paleoclimáticas na Reconstrução da Paleopaisagem. ARQUEOLOGIA NA PAISAGEM 1: 1 - 60.

- t.l. Dutra, m.b. Cunha, nelsa Cardoso. 2008. Uma Dicksoniaceae fértil no Eoceno da ilha King George, Península Antártica. Gaea (Unisinos) 4: 1 - 13.

- claudia Leticia Baroni, nelsa CARDOSO, r. Ianuzzai. 2008. Estudo das cutículas fósseis da flora do Paleolago Cemitério, Catalão, Go. En: XII SBPP - Simpósio Brasileiro de Paleobotânica e Palinologia, Florianópolis. XII SBPP - Simpósio Brasileiro de Paleobotânica e Palinologia. Porto Alegre: Biblioteca do InstituTo de Geociências da UFRGS, v. único. p. 10.

- Leticia Donadel, nelsa Cardoso. 2008. Uso de diatomaceas fósseis como evidência de morte em vítimas de afogamentos domésticos. En: XII SBPP - Simpósio Brasileiro de Paleobotânica e Palinologia, 2008, Florianopolis. XII SBPP - Simpósio Brasileiro de Paleobotânica e Palinologia. Porto Alegre: Biblioteca do Instituto de Geociencias da UFRGS, v. único. p. 55.

- d. Bes, l.c. Torgan, g. Hermany, r. Ianuzzi, nelsa Cardoso, s.c. Souza e Silva. 2008. Diatomaceas quaternarias do Paleolago Cemitério, Catalão, Goiás. En: XII SBPP - Simpósio Brasileiro de Paleobotânica e Palinologia, Florianopolis. XII SBPP - Simpósio Brasileiro de Paleobotânica e Palinologia. Porto Alegre: Biblioteca do Instituto de Geociencias da UFRGS, v. único. p. 24.

- nelsa Cardoso, r. Ianuzzi. 2008. Uso de morfotipos como metodologia para estudo de folhas fosseis da Paleoflora Catalão, GO, Brasil. En: XII SBPP - Simpósio Brasileiro de Paleobotânica e Palinologia, Florianopolis. XII SBPP - Simpósio Brasileiro de Paleobotânica e Palinologia. Porto Alegre: Biblioteca Instituto de Geociencias da UFRGS, 2008. v. unico. p. 32.

- ------------------, -----------. 2008. Paleolfora Catalão, Folhas fósseis associadas a gêneros modernos. En: XII SBPP - Simpósio Brasileiro de Paleobotânica e Palinologia, Florianopolis. XII SBPP - Simpósio Brasileiro de Paleobotânica e Palinologia. Porto Alegre: Biblioteca do Instituto de Geociências da UFRGS, 2008. v. único. p. 33.

- ------------------, -----------. 2008. Pleistocene Catalão Flora, Goias State, Brazil: paleoecological interpretations. En: XII IPC - International Palynological Congress e VIII IOPC - International Organisation of Palaeobotany Conference, Bonn. Terra Nostra (Colonia). Berlín: GeoUnion Alfred-Wegener Stiftung, 2008. v. único. p. 44.

- ------------------, -----------. 2006. Pteridium catalensis sp.nov., uma nova pteridófita fóssil do Complexo Carbonatítico Catalão, Goiás. Revista Brasileira de Paleontologia 9: 303 - 310.

- ------------------, -----------. 2006. Associações Fitofossilíferas do Complexo Carbonatítico Catalão I, Goiás, Brasil. En: XIII Simposio Argentino de Paleobotánica y Palinología, Bahía Blanca. Resúmenes XIII Simposio Argentino de Paleobotánica y Palinología, 2006. v. único. p. 104.

- ------------------, -----------. 2006. Fossil Assemblages of the Cemiterio Paleolake, Catalão, Goiás: Paleoenvironmental and Paleoclimatological Interpretations. En: Present and Past Systems: Methods and Applications, Guarulhos, SP e Maringá, PR. Present and Past Fluvial Systems: Methods and Applications. Guarulhos, SP, 2006. v. único. p. 36 - 37.

- ------------------, -----------, s.c. Souza e Silva, d.a. Do Carmo. 2006. Paleolago Cemitério, Catalão, Goiás. En: 57.º Congresso Nacional de Botânica, 13º Encontro Estadual de Botânicos e 5º Encontro Estadual de Herbários, Gramado, RS. CD de Resumos do 57.º Congresso Nacional de Botânica, 2006. v. único.

- ------------------, -----------, c.c. Ribeiro, c. Volkmer-Ribeiro, s.c. Souza e Silva, d.a. Do Carmo. 2005. Pteridófitas Fósseis do Complexo Carbonatítico Catalão I, Goiás. En: XIX Congresso Brasileiro de Paleontologia, Aracaju, SE. XIX Congresso Brasileiro de Paleontologia. Aracajú, SE: Anais do Congresso Brasileiro de Paleontologia.

- ------------------, -----------. 2004. Briófita do Carbonífero da Bolívia. Revista Brasileira de Paleontologia, Porto Alegre, RS 7 (2): 111 - 116.

- ------------------, -----------, l.p. Silva. 2004. Métodos Estatísticos Aplicados às impressões Foliares do Tipo Cordaites Unger do Permiano Inferior do Rio Grande do Sul. En: XI RPP - Reunião de Palinólogos e Paleobotânicos, Gramado, RS. Resumos da XI RPP Reunião de Palinólogos e Paleobotânicos. Porto Alegre: Ed. Pallotti. v. único. p. 42.

- ------------------, -----------. 2004. Briófita do Carbonífero da Bolívia. En: XVIII Congresso Brasileiro de Paleontologia, 2003, Brasília, DF. Boletim de Resumos do XVIII Congresso Brasileirode Paleontologia. Brasília, RS: Universidade Federal De Brasília, v. único. p. 84 - 85.

- ------------------, -----------, w. Souza-Lima. 2002. Os Fósseis da Bacia de Sergipe - Alagoas - Os Vegetais: as pteridófitas. Phoenix (Aracaju), Sergipe 45: 1 - 4.

- ------------------, a. Stranz, m. Vargas, t.l. Dutra. 2002. Herbário Folheário dos Elementos Acompanhantes de Araucárias e Podocarpos em Florestas Austrais. En: XI Encontro de Botânicos do Rio Grande do Sul. Santa Cruz do Sul. Livro Resumos do XI Encontro de Botânicos do Rio Grande do Sul. Santa Cruz do Sul, RS: Universidade de Santa Cruz do Sul, v. único. p. 53.

- ------------------, e.l. Michel. 2002. Briófitas e Pteridófitas do Parque Farroupilha, Porto Alegre, RS. En: XI Encontro de Botânicos do Rio Grande do Sul, Santa Cruz do Sul. Livro de Resumos do XI Encontro de Botânicos do Rio Grande do Sul. Santa Cruz do Sul, RS: Universidade de Santa Cruz do Sul, v. único. p. 62.

- ------------------, p.g. Windisch. 2002. Germinação e Desenvolvimento Inicial de Esporófitos de Regnellidium diphyllum Lindmam (PTERIDOPHYTA, MARSILEACEAE) na Presença/ausência de luz. En: 53.º Congresso Nacional de Botânica. Livro de Resumos do 53.º Congresso Nacional de Botânica, v. único. p. 96.

- ------------------, ----------------. 2001. Desenvolvimento Inicial de Esporófitos de Regnellidium diphyllum Lindmam (PTERIDOPHYTA, MARSILEACEAE) em Culturas com NaCl. En: 52.º Congreso Nacional de Botânica. João Pessoa. Livro de Resumos do 52.º Congresso Nacional de Botânica. João Pessoa, PB.: Editora da Universidade, v. único. p. 291.

- ------------------, ----------------. 2001. Germinação de Megásporos de Regnellidium diphyllum Lindman (PTERIDOPHYTA, MARSILEACEAE) em Cultura com NaCl. En: V Congresso de Ecologia do Brasil. Porto Alegre. Livro de Resumos do V Congresso de Ecologia do Brasil, v. único. p. 37.

- ------------------, ----------------. 2001. Desenvolvimento Inicial de Esporófitos de Regnellidium diphyllum Lindmam (PTERIDOPHYTA, MARSILEACEAE) em Culturas com NaCl. EIn: 52.º Congresso Nacional de Botânica., 2001, João Pessoa, PB. Livro de Resumos do 52.º Congresso de Botânica do Brasil. João Pessoa: Sociedade Botânica do Brasil, 2001. v. único. p. 291-291.

- ------------------, ----------------. 2001. Germinação de Megásporos de Regnellidium diphyllum Lindmam (PTERIDOPHYTA, MARSILEACEAE)em Cultura com NaCl. En: V Congresso de Ecologia do Brasil, Porto Alegre, RS. Livro de Resumos do V Congresso de Ecologia do Brasil. Porto Alegre, RS: Universidade Federal do Rio Grande do Sul, v. único. p. 37.

- ------------------, r. Bayer, p.g. Windisch. 2001. Germinação e Desenvolvimento Inicial de Esporófitos de Regnellidium diphyllum Lindman (PTERIDOPHYTA, MARSILEACEAE) na presença e ausência de luz. En: 53.º Congresso Nacional de Botânica, Recife, PB. Livro de Resumos do 53.º Congresso Nacional de Botânica. Recife, PB: Universidade Federal do Recife, v. único. p. 96.

- ------------------, c.l. Korndörfer, t.l. Dutra. 2001. Herbário-folheário dos Elementos Acompanhantes de Araucária angustifolia no Rio Grande do Sul: em busca dos parâmetros comparativos para o estudo das tafofloras. En: XII RPP, 2001, GRAMADO. Revista Brasileira de Paelontologia. Porto Alegre, RS, p. 87 - 88.

- ------------------, a. Stranz, t.l. Dutra. 2001. Floresta de Araucária, um Resíduo Moderno de Florestas Pretéritas ou um Bioma em Expansão? Os argumentos e o papel da paleobotânica. En: XII RPP, GRAMADO. Revista Brasileira de Paleontologia. Porto Alegre, RS, v. 2. p. 96 - 97.

- ------------------, s. Martins Mazzitelli. 1999. Líquens Corticícolas de Porto Alegre, RS. Iheringia. Série Botânica, Porto Alegre 10 (52): 55 - 64.

### Libros
- nelsa Cardoso, l. Micheletto, c. Leonhardt. 1998. Flora do Rio Grande do Sul. Cactos. Porto Alegre, RS. v. 1. 16 p.

### Capítulos de libros
- nelsa Cardoso, r. Ianuzzi. 2011. Paleontologia - Pteridófitas. En: Ismar Carvalho (org.) Paleontologia 3ª ed. Río de Janeiro: Interciência, v. 3.

- ------------------, -----------. 2011. Paleontologia - Briófitas. En: Ismar Carvalho (org.) Paleontologia - 3ª ed. Río de Janeiro: Interciência, v. 3.

- t.p. Wilberger, nelsa Cardoso, c.p. Paz, a. Stranz. 2007. Epiphytes on Araucaria angustifolia South Eastern Brazil. En: Jonh M. Anderson; Heidi M. Anderson; Chris J. Cleal (orgs.) Brief history of the Gimnosperms: classification, biodiversidade, phytogeopraphy and ecology. Pretoria: Sanbi - National Biodiversity Institute, p. 60 - 62.

- La abreviatura «N.Cardoso» se emplea para indicar a Nelsa Cardoso como autoridad en la descripción y clasificación científica de los vegetales.[6]